# El Cogul
El Cogul – gmina w Hiszpanii, w prowincji Lleida, w Katalonii, o powierzchni 17,41 km². W 2011 roku gmina liczyła 197 mieszkańców.